# 巴川 (豊川水系)
巴川（ともえがわ）は、愛知県の三河地方の新城市を流れる河川。一級水系豊川の支流である。新城市内で一級河川矢作川の支流巴川とつながっている。

## 地理
愛知県新城市と岡崎市の境にある巴山（719メートル）に源を発する。現在、巴川（矢作川水系）と新城市作手清岳で一本の水路のような形でつながっている。かつては複雑な流れで矢作川系と接続していた。周辺の支流を集めて新城市一色と只持と布里の境で豊川（寒狭川）に合流する。

## 流域の自治体
愛知県
新城市